# Tenterfield Shire Council
Tenterfield Shire Council is een Local Government Area (LGA) in de Australische deelstaat New South Wales. Tenterfield Shire Council telt 6.805 inwoners. De hoofdplaats is Tenterfield.